# Victory Kickoff!! - Sfide per la vittoria
Victory Kickoff!! - Sfide per la vittoria (銀河へキックオフ！！?, Ginga e Kikkuofu!!, lett. "Kickoff verso la galassia!!") è un anime spokon, prodotto da TYO Animations e trasmesso in Giappone su NHK BS-Premium dal 3 aprile 2012 al 26 febbraio 2013. In Italia è andato in onda su Rai 2 dal 18 luglio 2014, venendo interrotto il 25 luglio seguente all'episodio 5.

## Trama
Shō Ōta è un ragazzino delle elementari che ama il calcio e fa parte dei Momoyama Predator. La squadra, però, viene sciolta dopo che tutti i giocatori abbandonano per motivi diversi il club. Shō tuttavia non si perde d'animo e dopo aver incontrato per caso Erika, una ragazza della sua stessa età con la sua stessa passione per il calcio, decide di cercare nuovi membri per ricreare una squadra ancora più forte per partecipare al campionato regionale.

## Personaggi
Nell'anime compaiono numerosi calciatori realmente esistenti, tra i quali Mario Balotelli, Gianluigi Buffon, Iker Casillas, Andrés Iniesta, Lionel Messi, Mesut Özil, Robin van Persie, Andrea Pirlo, Sergio Ramos, Cristiano Ronaldo, Wayne Rooney, John Terry.
Shō Ōta (太田 翔?, Ōta Shō)
Doppiato da: Yū Kobayashi (ed. giapponese), Lorenzo De Angelis (ed. italiana)
È un ragazzo di sesta elementare, e all'inizio, è l'ultimo membro rimanente dei Momoyama Predator e perciò l'allenatore decide di sciogliere la squadra. Shō ama il calcio, anche se non è un buon calciatore. Nonostante tutto, si impegna per cercare nuovi giocatori. Prima incontra Erika con il suo cane che gioca a calcio in un parco e le chiede di unirsi alla squadra. Dopo il "reclutamento" di Erika, i due si imbattono in Misaki Shimizu nel parco dove stavano giocando e hanno con lei una sfida due contro uno. I due sono schiacciati dalla superiorità della calciatrice, ma alla fine Shō riesce a rubare la palla e a segnare. È molto volitivo e forte, anche se le sue abilità di calcio non sono molto buone, riesce col tempo a migliorare. Misaki dice che un giorno diventerà un grande calciatore. Solitamente gioca come difensore sinistro.
Erika Takatō (高遠 エリカ?, Takatō Erika)
Doppiata da: Mariko Nakatsu (ed. giapponese), Letizia Scifoni (ed. italiana)
È una ragazza di sesta elementare originaria di Osaka ed è l'ex asso dei Namba Dandelions. Allora, era conosciuta come la Stella Veloce per merito della sua velocità con la palla. Sembra avere un complesso nei confronti dei ragazzi, dicendo che essi sono migliori rispetto a lei e ciò la ferisce molto. Dopo l'incontro con Misaki Shimizu e Shō, si rende conto che anche le ragazze possono essere alla pari con i ragazzi. È una persona allegra, piena di energia e molto franca. Ha una cotta per Aoto. Gioca di solito in avanti a sinistra.
Misaki Shimizu (志水 ミサキ?, Shimizu Misaki)
Doppiata da: Hōko Kuwashima (ed. giapponese), ? (ed. italiana)
Membro della Rosa di New Tokyo FC, gioca in posizione avanzata ed è conosciuta per la sua velocità. Incontra Shō ed Erika in un parco, mentre è ad allenarsi dopo un infortunio e viene sfidato da loro in un due contro uno. La gara è dominata da lei ma alla fine, Shō riesce a rubarle la palla. Shō le chiede di diventare il loro allenatore, ma essendo una giocatrice professionista declina l'offerta. Fornisce diversi consigli ai due ragazzi e suggerisce ad Erika come affrontare le partite contro i ragazzi. È stata anche un membro fondatore del Namba Dandelions, dopo aver elaborato i personaggi mal disegnati sui poster di Erika quando era giovane.
Reika Saionji (西園寺 玲華?, Saionji Reika)
Doppiata da: Riiko Tazawa (ed. giapponese), ? (ed. italiana)
È una ragazza sovrappeso che diventa amica di Erika ed è compagna di classe di Erika e Shō. Ha una personalità gentile e tranquilla. Pur essendo di grandi dimensioni, ha una affinità per il calcio. Quando la squadra ha bisogno di un altro giocatore per qualificarsi ai preliminari, Reika si unisce al gruppo. Originariamente lei afferma che vuole giocare a calcio per dimagrire, cosa che fa arrabbiare i Furuya (soprattutto Kota). Scopre di amare il calcio tanto da saltare le lezioni di pianoforte per allenarsi.
Kota Furuya (降矢 虎太?, Furuya Kota)
Doppiato da: Kenichirō Ōhashi (ed. giapponese), Marco Vivio (ed. italiana)
È il primo dei fratelli Furuya, possiede ottimi riflessi ed è atletico e ciò gli permette di praticare il tennis, sport che i fratelli praticano inizialmente. Lui e i suoi fratelli vogliono essere i migliori. Kota ha un calcio molto forte e solitamente gioca come centravanti. Il suo colore preferito è il giallo.
Ryūji Furuya (降矢 竜持?, Furuya Ryūji)
Doppiato da: Shinnosuke Tachibana (ed. giapponese), Daniele Raffaeli (ed. italiana)
È il secondo dei fratelli Furuya. Ryuji, con i suoi due fratelli, ha lasciato i Momoyama Predator a causa del terribile allenatore. Ryuji è mite in confronto a Kota e Ōzō e sembra essere il più intelligente dei tre. Ryuji ha un incredibile controllo di palla e di solito gioca centrale a metà campo. Il suo colore preferito è il verde.
Ōzō Furuya (降矢 凰壮?, Furuya Ōzō)
Doppiato da: Yoshimasa Hosoya (ed. giapponese), Paolo Vivio (ed. italiana)
È il terzo dei fratelli Furuya. Con i suoi due fratelli, ha lasciato i Momoyama Predator a causa del terribile allenatore. Ōzō è il più chiassoso dei fratelli ed è il più guascone. Ōzō eccelle in difesa e in genere gioca come difensore destro. Il suo colore preferito è il rosso.
Yūto Ukishima (浮島 悠斗?, Ukishima Yūto)
Doppiato da: Suguru Inoue (ed. giapponese), ? (ed. italiana)
Kei, Tarō e Yūto sono tre amici il cui cognome inizia con U e quindi sono in genere chiamati i 3U. Essi erano originariamente parte dei Momoyama Predator, ma hanno lasciato la squadra quando i fratelli Furuya se ne sono andati. Yūto ha riflessi abbastanza buoni e può tranquillamente giocare in qualsiasi posizione. All'inizio gioca come portiere.
Kei Uchimura (内村 桂?, Uchimura Kei)
Doppiato da: Fuyuka Ōura (ed. giapponese), Stefano Broccoletti (ed. italiana)
Kei, Tarō e Yūto sono tre amici il cui cognome inizia con U e quindi sono in genere chiamati i 3U. Essi erano originariamente parte dei Momoyama Predator, ma hanno lasciato la squadra quando i fratelli Furuya se ne sono andati. Kei è il più piccolo dei tre e ha i capelli a caschetto. Gioca come centrocampista al fianco di Ryuji Furuya.
Tarō Uematsu (植松 太郎?, Uematsu Tarō)
Doppiato da: Atsushi Kousaka (giapponese), Stefano Sperduti (ed. italiana)
Kei, Tarō e Yūto sono tre amici il cui cognome inizia con U e quindi sono in genere chiamati i 3U. Essi erano originariamente parte dei Momoyama Predator, ma hanno lasciato la squadra quando i fratelli Furuya se ne sono andati. Tarō porta con i capelli tirati all'indietro e gioca come attaccante destro.
Masaru Hanashima (花島 勝?, Hanashima Masaru)
Doppiato da: Rikiya Koyama (ed. giapponese), Guido Di Naccio (ed. italiana)
Introdotto come un ubriacone casuale su una panchina, era in realtà un giocatore di calcio professionista, famoso con il nome di "Fulmine di Luce", asso dei Thunderbolts Chiba. Possiede un calcio destro fulmineo. Shō cerca di convincerlo ad allenare la loro squadra di calcio. Si rifiuta inizialmente, a causa del suo passato come allenatore, ma dopo poco accetta l'offerta. Odia essere chiamato "vecchio" perché non crede di esserlo.
Takuma Aoto Gonzalez (青砥 ゴンザレス 琢馬?, Aoto Gonzalez Takuma)
Doppiato da: Kokoro Kikuchi (ed. giapponese), ? (ed. italiana)
Membro degli Heavens FC, ha una rivalità con Kota Furuya perché è riuscito a segnare tre gol contro la loro squadra. Aoto è in realtà abbastanza piccolo per la sua età, ma ha un incredibile controllo della palla e grande capacità di ripresa. È per metà giapponese e per metà spagnolo, infatti unisce i Momoyama Predator nella speranza di andare in Spagna per incontrare suo padre.
Tagi Sugiyama (杉山 多義?, Sugiyama Tagi)
Doppiato da: Kyosuke Ikeda (ed. giapponese), ? (ed. italiana)
È un caro amico di Aoto e nuovo portiere dei Momoyama Predator. È per metà arabo e per metà giapponese. Aveva l'abitudine di giocare a calcio con Aoto, ma smette a causa dei suoi tanti errori come portiere. In seguito, però, riprende a giocare a calcio con Aoto.
Akira Kageura (景浦 晶?, Kageura Akira)
Doppiato da: Tomoaki Maeno (ed. giapponese), ? (ed. italiana)
È membro della Amarillo FC, squadra di scuola elementare affiliata al FC New Tokyo. Egli è conosciuto come l'Imperatore ed è abbastanza grande per essere un ragazzo di sesta elementare. Poco si sa di lui, salvo che vuole giocare contro i Furuya. Dimostra anche una memoria incredibile come quando ricorda Shō solo per averlo visto una volta tempo addietro quando giocava nei Momoyama Predator.
Suguro (須黒?, Suguro)
Doppiato da: Kozo Mito (ed. giapponese), ? (ed. italiana)
È il capitano della Tsubakimori SC, una squadra gestita dal rivale in affari del manager dei Momoyama Predator. Viene mostrato la prima volta mentre cerca di costringere due giocatori ad unirsi a lui nell'affrontare i Furuya in un tre contro tre. Quando questi scappano, convince Shō ed Erika a giocare con lui. Ha una presenza imponente sul campo, ma la sua abilità è inferiore rispetto ai Furuya.

## Anime
L'anime, prodotto da TYO Animations, è composto da 39 episodi, andati in onda su NHK BS-Premium dal 3 aprile 2012 al 26 febbraio 2013. In seguito, è stato replicato anche su NHK General TV.
In Italia è stato trasmesso su Rai 2 dal 18 luglio 2014 all'interno del contenitore Cartoon Flakes, venendo interrotto il 25 luglio seguente all'episodio 5. La serie è arrivata anche in Francia.

### Episodi
| Nº | Titolo italiano Giapponese 「Kanji」 - Rōmaji - Traduzione letterale                              | In onda           | In onda        |
| Nº | Titolo italiano Giapponese 「Kanji」 - Rōmaji - Traduzione letterale                              | Giapponese        | Italiano       |
| 1  | Un incontro inaspettato 「出会い」 - Deai – "Incontro"                                            | 3 aprile 2012     | 18 luglio 2014 |
| 2  | Una squadra da formare 「スピードスター」 - Supīdo sutā – "Speed Star"                            | 10 aprile 2012    | 22 luglio 2014 |
| 3  | Il trio diabolico 「三つ子の悪魔」 - Mitsugo no akuma – "Il trio diabolico"                       | 17 aprile 2012    | 23 luglio 2014 |
| 4  | Un allenatore per i Predator 「ライトニング・ライト」 - Raitoningu raito – "Lightning light"      | 24 aprile 2012    | 24 luglio 2014 |
| 5  | L'allenatore 「コーチ」 - Kōchi – "Coach"                                                         | 1º maggio 2012    | 25 luglio 2014 |
| 6  | L'undicesimo giocatore 「１１番目の選手」 - 11-banme no senshu – "Undicesimo giocatore"           | 8 maggio 2012     | non trasmesso  |
| 7  | La vigilia del primo incontro 「３つの戦術」 - 3-tsu no senjutsu – "Tre tattiche"                 | 15 maggio 2012    | non trasmesso  |
| 8  | La prima partita 「キックオフ！！」 - Kikkuofu!! – "Kickoff!!"                                    | 22 maggio 2012    | non trasmesso  |
| 9  | Vincere la paura 「突破口！」 - Toppakō! – "Svolta!"                                              | 29 maggio 2012    | non trasmesso  |
| 10 | Suguro special 「須黒スペシャル」 - Suguro supesharu – "Suguro special"                           | 5 giugno 2012     | non trasmesso  |
| 11 | Il dilemma di Masaru 「反撃！」 - Hangeki! – "Contrattacco!"                                      | 12 giugno 2012    | non trasmesso  |
| 12 | Un goal decisivo 「泥だらけのお嬢様」 - Doro darake no ojōsama – "La signorina sporca di fango"   | 19 giugno 2012    | non trasmesso  |
| 13 | Lo sterminio dei demoni 「悪魔退治」 - Akuma taiji – "Lo sterminio dei demoni"                    | 26 giugno 2012    | non trasmesso  |
| 14 | Autogol 「オウンゴール」 - Oungōru – "Own goal"                                                   | 3 luglio 2012     | non trasmesso  |
| 15 | 「ストロングポイント」 - Sutorongu pointo – "Strong Point"                                        | 10 luglio 2012    | non trasmesso  |
| 16 | 「スリーＵの決意」 - Surī U no ketsui – "La determinazione dei 3U"                                | 17 luglio 2012    | non trasmesso  |
| 17 | La palla verso il futuro 「未来へのボール」 - Mirai e no bōru – "La palla verso il futuro"        | 28 agosto 2012    | non trasmesso  |
| 18 | Primo goal 「初ゴール！」 - Hatsu gōru! – "Primo goal!"                                           | 4 settembre 2012  | non trasmesso  |
| 19 | 「天才ストライカー」 - Tensai sutoraikā – "Il geniale attaccante"                                 | 11 settembre 2012 | non trasmesso  |
| 20 | 「ノーガード」 - Nō gādo – "No guard"                                                             | 18 settembre 2012 | non trasmesso  |
| 21 | Gioco di squadra 「チームプレー」 - Chīmupurē – "Teamplay"                                        | 25 settembre 2012 | non trasmesso  |
| 22 | Dimissioni 「涙」 - Namida – "Lacrime"                                                            | 2 ottobre 2012    | non trasmesso  |
| 23 | Squadra sciolta 「チーム解散」 - Chīmu kaisan – "Squadra sciolta"                                 | 9 ottobre 2012    | non trasmesso  |
| 24 | Blind soccer 「ブラインドサッカー」 - Buraindo sakkā – "Blind soccer"                             | 16 ottobre 2012   | non trasmesso  |
| 25 | 「新しい仲間」 - Atarashii nakama – "Un nuovo compagno"                                           | 23 ottobre 2012   | non trasmesso  |
| 26 | 「衝撃の合宿」 - Shōgeki no gasshuku – "Campo d'addestramento scioccante"                         | 30 ottobre 2012   | non trasmesso  |
| 27 | 「約束のチケット」 - Yakusoku no chiketto – "Il biglietto promesso"                               | 6 novembre 2012   | non trasmesso  |
| 28 | 「新生プレデター」 - Shinsei Puredetā – "I Predator rinati"                                       | 13 novembre 2012  | non trasmesso  |
| 29 | Change 「チェンジ」 - Chenji – "Change"                                                           | 20 novembre 2012  | non trasmesso  |
| 30 | Partita decisiva 「いざ決戦」 - Iza kessen – "Partita decisiva"                                   | 27 novembre 2012  | non trasmesso  |
| 31 | 「絶望と希望」 - Zetsubō to kibō – "Disperazione e speranza"                                      | 11 dicembre 2012  | non trasmesso  |
| 32 | 「激闘の果て」 - Gekitō no hate – "La fine del duro scontro"                                      | 18 dicembre 2012  | non trasmesso  |
| 33 | 「勝利の行方」 - Shōri no yukue – "La via per la vittoria"                                        | 8 gennaio 2013    | non trasmesso  |
| 34 | 「バルセロナへ」 - Baruserona e – "A Barcellona"                                                  | 22 gennaio 2013   | non trasmesso  |
| 35 | Partenza per la galassia 「銀河への始動」 - Ginga e no shidō – "Partenza per la galassia"         | 29 gennaio 2013   | non trasmesso  |
| 36 | La notte prima del finale 「決勝前夜」 - Kesshō zenya – "La notte prima del finale"               | 5 febbraio 2013   | non trasmesso  |
| 37 | Piazza Catalogna 「カタルーニャ広場で」 - Katarūnya hiroba de – "Nella Piazza Catalunya"          | 12 febbraio 2013  | non trasmesso  |
| 38 | Una sfida troppo grande 「世界最強軍団」 - Sekai saikyō gundan – "La squadra più forte del mondo" | 19 febbraio 2013  | non trasmesso  |
| 39 | 「銀河のワールドカップ」 - Ginga no wārudokappu – "World Cup della galassia"                      | 26 febbraio 2013  | non trasmesso  |

### Sigle
Sigla di apertura
- Across my world, dei knotlamp

Sigla di chiusura
- Ame tokidoki hare nochi niji (雨ときどき晴れのち虹?), dei Fudanjuku (ep. 1-24, 39)
- Jinsei wahaha-! (人生わははっ！?), dei Fudanjuku (ep. 25-38)

Sigla di apertura e di chiusura italiana
La sigla italiana, scritta da Valerio Gallo Curcio ed interpretata da i Raggi Fotonici, segue lo stesso arrangiamento della sigla di testa giapponese, sia in apertura che in chiusura.

## Libri e manga

### Libri
- Ginga no World Cup (銀河のワールドカップ?), di Hiroto Kawabata, da ottobre 2005 a febbraio 2006, Syosetsu Subaru.

Shūeisha, 26 aprile 2006, ISBN 978-4-08-774807-9.
Shūeisha Bunko, 20 maggio 2008, ISBN 978-4-08-746300-2.
- Kaze no Dandelion Ginga no World Cup Girls (風のダンデライオン 銀河のワールドカップ ガールズ?), di Hiroto Kawabata, 16 marzo 2012, Shūeisha Bunko, ISBN 978-4-08-746806-9.
- Ginga e Kickoff!! (銀河へキックオフ！！?), di Tomoko Kanemaki e Hiroto Kawabata (opera originale).

1. 5 luglio 2012, ISBN 978-4-08-870483-8.
2. 5 novembre 2012, ISBN 978-4-08-870626-9.
3. 5 febbraio 2013, ISBN 978-4-08-321139-3.

### Manga
- Ginga e Kickoff!! (銀河へキックオフ！！?), di Hiroshi Wakamatsu e Hiroto Kawabata (opera originale), da maggio 2012, Saikyō Jump.

1. 4 ottobre 2012, ISBN 978-4-08-870483-8.
2. 4 febbraio 2013, ISBN 978-4-08-870626-9.

### Mook
- Ginga e Kickoff!! Official Fanbook (銀河へキックオフ！！オフィシャルファンブック?), Gakken Publishing, 30 marzo 2013, ISBN 978-4-05-606988-4.